# レヤック
レヤック（ᬮᬾᬬᬓ᭄, Léak）は、バリ島に伝わる魔女。ランダに仕えるとされる。
レヤックは普通、異常に長い舌と大きな牙を持った姿をしている。黒魔術を使い、生き物や物体に変身する。
特に赤ん坊や妊婦の血肉を好み、見つけては襲い掛かるという。